# ماساهيرو هارا
ماساهيرو هارا (باليابانية: 原 正浩) هو مهندس ياباني ومخترع، يُعتبر من بين الذين ساهموا في تطوير رمز الاستجابة السريعة (QR Code). وُلد في طوكيو وعمل معظم حياته المهنية في شركة دنسو ويف، وهي شركة تابعة لمجموعة دنسو التابعة لشركة تويوتا.

## السيرة الذاتية
بدأ هارا العمل في شركة دنسو (لاحقًا دنسو ويف) عام 1970. في أوائل التسعينيات، كان يعمل على تحسين كفاءة اللوجستيات والتعرف على مكونات السيارات في خطوط الإنتاج. في ذلك الوقت، كانت تقنيات الباركود التقليدية غير قادرة على تلبية الحاجة إلى تخزين كمية كبيرة من البيانات بشكل سريع وفعال.
في عام 1994، قاد هارا فريق تطوير رمز الاستجابة السريعة، الذي صُمم ليسمح بقراءة البيانات بسرعة من زوايا متعددة وكان مقاومًا للأضرار. استُلهم تصميم الرمز من لعبة الطاولة اليابانية "غو".
تم نشر رمز الاستجابة السريعة كمعيار مفتوح دون تسجيل براءات اختراع، مما ساهم في انتشاره عالميًا في مجالات عدة مثل اللوجستيات والتسويق والرعاية الصحية.

## الإرث والتأثير
أصبح رمز الاستجابة السريعة جزءًا لا يتجزأ من البنية التحتية الرقمية في العالم. شهدت الأعوام 2010 و2020 انتشارًا واسعًا للرمز بفضل الهواتف الذكية وأنظمة الدفع الإلكتروني والتقنيات اللاسلكية. خلال جائحة كوفيد-19، استُخدم رمز الاستجابة السريعة بشكل كبير لتسجيل الزوار، وتحميل القوائم، والتحقق من الشهادات الصحية.
يواصل ماساهيرو هارا عمله في شركة دنسو ويف، مع التركيز على البحث في مجال التعرف الآلي والتقنيات الرقمية.